# Communauté d’agglomération de la Provence Verte
Die Communauté d’agglomération de la Provence Verte ist ein französischer Gemeindeverband mit der Rechtsform einer Communauté d’agglomération im Département Var in der Region Provence-Alpes-Côte d’Azur. Sie wurde am 1. Januar 2017 gegründet und umfasst 28 Gemeinden. Der Verwaltungssitz befindet sich in der Stadt Brignoles.

## Historische Entwicklung
Der Gemeindeverband entstand mit Wirkung vom 1. Januar 2017 durch die Fusion der Vorgängerorganisationen
- Communauté de communes Comté de Provence,
- Communauté de communes Sainte Baume-Mont Aurélien und
- Communauté de communes du Val d’Issole.[3]

## Mitgliedsgemeinden
| Gemeinde                                        | Einwohner 1. Januar 2022 | Fläche km² | Dichte Einw./km² | Code INSEE | Postleitzahl |
| ----------------------------------------------- | ------------------------ | ---------- | ---------------- | ---------- | ------------ |
| Bras                                            | 2.617                    | 34,93      | 75               | 83021      | 83149        |
| Brignoles                                       | 17.846                   | 70,53      | 253              | 83023      | 83170        |
| Camps-la-Source                                 | 1.920                    | 22,47      | 85               | 83030      | 83170        |
| Carcès                                          | 3.407                    | 35,76      | 95               | 83032      | 83570        |
| Châteauvert                                     | 144                      | 27,52      | 5                | 83039      | 83670        |
| Correns                                         | 891                      | 37,06      | 24               | 83045      | 83570        |
| Cotignac                                        | 2.166                    | 44,26      | 49               | 83046      | 83570        |
| Entrecasteaux                                   | 1.132                    | 32,11      | 35               | 83051      | 83570        |
| Forcalqueiret                                   | 3.353                    | 10,33      | 325              | 83059      | 83136        |
| Garéoult                                        | 5.579                    | 15,75      | 354              | 83064      | 83136        |
| La Celle                                        | 1.647                    | 21,00      | 78               | 83037      | 83170        |
| La Roquebrussanne                               | 2.199                    | 37,05      | 59               | 83108      | 83136        |
| Le Val                                          | 4.257                    | 39,34      | 108              | 83143      | 83143        |
| Mazaugues                                       | 894                      | 53,79      | 17               | 83076      | 83136        |
| Méounes-lès-Montrieux                           | 2.260                    | 40,92      | 55               | 83077      | 83136        |
| Montfort-sur-Argens                             | 1.464                    | 11,92      | 123              | 83083      | 83570        |
| Nans-les-Pins                                   | 5.090                    | 47,99      | 106              | 83087      | 83860        |
| Néoules                                         | 2.956                    | 25,08      | 118              | 83088      | 83136        |
| Ollières                                        | 638                      | 39,66      | 16               | 83089      | 83470        |
| Plan-d’Aups-Sainte-Baume                        | 2.430                    | 24,91      | 98               | 83093      | 83640        |
| Pourcieux                                       | 1.564                    | 21,23      | 74               | 83096      | 83470        |
| Pourrières                                      | 5.620                    | 56,32      | 100              | 83097      | 83910        |
| Rocbaron                                        | 5.489                    | 20,28      | 271              | 83106      | 83136        |
| Rougiers                                        | 1.700                    | 20,53      | 83               | 83110      | 83170        |
| Saint-Maximin-la-Sainte-Baume                   | 17.691                   | 64,13      | 276              | 83116      | 83470        |
| Sainte-Anastasie-sur-Issole                     | 2.138                    | 10,71      | 200              | 83111      | 83136        |
| Tourves                                         | 5.220                    | 65,62      | 80               | 83140      | 83170        |
| Vins-sur-Caramy                                 | 936                      | 16,30      | 57               | 83151      | 83170        |
| Communauté d’agglomération de la Provence Verte | 103.248                  | 947,50     | 109              | –          | –            |